# Olaf Koch (Manager)

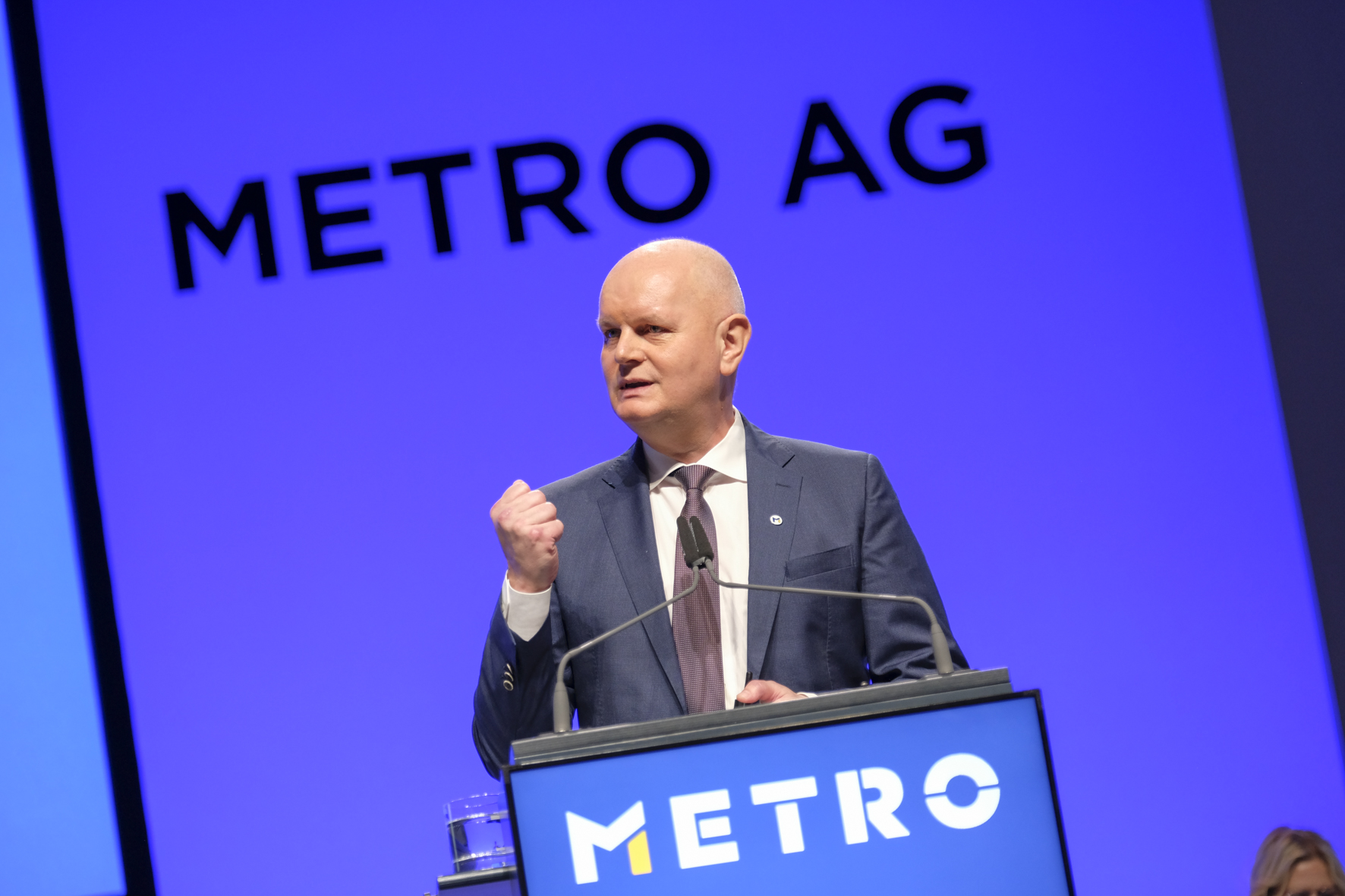
Olaf Koch bei der Hauptversammlung der Metro AG 2020

Olaf Koch (* 1. Juni 1970 in Bad Soden am Taunus) ist ein deutscher Wirtschaftsmanager. Er ist Gründer der Venture-Capital-Gesellschaft Zintinus, Aufsichtsratsmitglied bei der Mercedes-Benz Group AG und Verwaltungsratsvorsitzender der Hubert Burda Media. Von 2012 bis 2020 war er Vorstandsvorsitzender der Metro AG.

## Leben

### Herkunft und Ausbildung
Kochs Vater arbeitete im Vertrieb der Hoechst AG, wodurch seine Familie mehrmals ihren Lebensmittelpunkt änderte, sodass Olaf Koch nicht nur in Deutschland, sondern z. B. auch in der katalanischen Metropole Barcelona aufwuchs. Nach Abschluss seiner Schullaufbahn studierte er schließlich Betriebswirtschaft an der Berufsakademie Stuttgart.

### Beruflicher Werdegang
Er begann seine berufliche Laufbahn 1994 als Manager für Finance Process and Systems bei der Daimler-Benz AG. In den 1990er Jahren war er zudem als Autor tätig und veröffentlichte Bücher im Themenfeld IT.
Im Januar 1996 gründete er dann sein eigenes IT-Unternehmen, bevor er 1998 zum Daimler-Konzern zurückkehrte (damals DaimlerChrysler AG), wo er ab 1999 die E-Business-Initiativen des Konzerns verantwortete. Danach war er im Daimler-Konzern in verschiedenen Positionen tätig und wurde im Oktober 2002 zum Mitglied der Geschäftsleitung der Mercedes Car Group ernannt. Als Finanzchef der PKW-Sparte leitete er ein umfassendes Sparprogramm ein, das u. a. eine steigende Rendite zur Folge hatte.
Im Oktober 2007 ging er zum Beteiligungsunternehmen Permira und übernahm die Position des Managing Director. Dort war er für die Steuerung von Portfoliounternehmen und deren Effizienzsteigerung verantwortlich, so wurde er u. a. Aufsichtsratsmitglied der Hugo Boss AG.

### Zeit bei der METRO AG
Koch wechselte im September 2009 als CFO zur Metro AG und übernahm dort im Jahr 2012 die Nachfolge von Eckhard Cordes als CEO.  Kochs Vertrag wurde im September 2014 vorzeitig um drei Jahre bis 2018 und am 2. März 2017 erneut bis zum 1. März 2022 verlängert. Er sollte die Sanierung des Unternehmens vorantreiben, die er als Finanzvorstand angestoßen hat. Im August 2020 kündigte Koch an, bis zum Ende des Jahres  2020 seinen Posten als CEO der Metro niederzulegen, was er schließlich auch tat.
Als Vorstandsvorsitzender begann er von Beginn seiner Amtszeit METRO von einem breit gespannten Konglomerat zu einem reinen Großhandelsunternehmen zu fokussieren.
Unter anderem verkaufte er die Warenhauskette Galeria Kaufhof (2015) und trennte den Konzern 2017 in zwei separate Unternehmen, die METRO AG (Großhandel und Real Hypermärkte), sowie die Ceconomy AG (Fachhandel für Consumer Electronics mit Media-Markt und Saturn). Durch diese Maßnahmen sowie durch Zukäufe von Großhandelsspezialisten sank der Einzelhandelsumsatz im Konzern bis 2018 auf 20 %. Im September 2018 kündigte Koch an, die Hypermarktkette Real verkaufen zu wollen. Damit leitete Koch den letzten Schritt hin zu einem reinen Großhandelsunternehmen ein. Im Mai 2019 gab er bekannt, dass für den Real-Verkauf exklusive Verhandlungen mit dem Handelsimmobilienspezialisten Redos begonnen wurden.
Unter Kochs Führung stiegen die Umsätze von METRO Wholesale, bereinigt um Flächenveränderungen, ununterbrochen in 23 Quartalen. Die Nettoverschuldung der METRO AG wurde von 2012 bis Juni 2020 um insgesamt 7 Mrd. Euro reduziert. Die Aktie der METRO AG, die nach der Aufspaltung im Juli 2017 mit einem Eröffnungskurs von 20,00 Euro den Handel begann, lag per Ende Mai 2019 bei 14,11 Euro, Schlusskurs am 31. Mai 2019. In den 8 Jahren unter Kochs Führung (2011 bis 2019) schüttete das Unternehmen insgesamt rund 2,2 Milliarden Euro an Dividenden an die Aktionäre aus.
Koch trieb bei METRO auch die Digitalisierung des Geschäfts voran, um die Arbeitsabläufe im Unternehmen und bei seinen Kunden, dazu gehören vor allem Restaurants, Hotels und Caterer, aber auch unabhängige Händler, zu erleichtern. Durch diese Initiative und das Start-Up-Sponsoring der METRO im Rahmen von zwei Accelerator-Programmen wurden bislang fast 70 junge Unternehmen gefördert, darunter zum Beispiel das türkische Start-Up Whole Surplus, das mit einer eigenen Technologie-Plattform Händler dabei unterstützt, überschüssige Lebensmittel effizient und gerecht zu verteilen, sowie das indische Start-Up Pazo, das mit einer App den Geschäftsbetrieb steuern und optimieren kann  und bereits bei METRO in Indien ausgerollt ist.
Eine seiner Hauptprioritäten während seiner Amtszeit war das Employee Engagement. Nach Kochs Überzeugung ist der Mensch der größte Erfolgsfaktor im Groß- und Einzelhandel. Unter seiner Führung begann Metro, das Engagement der Mitarbeiter zu messen mit dem Ergebnis, dass während seiner Amtszeit dieses Engagement um 15 % wuchs. Die Veränderung und Modernisierung der Unternehmenskultur wurde dadurch zur obersten Priorität.
Unter Kochs Führung wurde Metro ab 2015 in den Dow Jones Sustainability Index aufgenommen und in den Jahren 2016 bis 2019 dort als globaler Industry Leader in der Kategorie Food & Staples Retailing geführt. Darüber hinaus engagierte sich Metro in diversen Initiativen im Bereich Nachhaltigkeit, u. a. in der Food Loss and Waste Initiative des World Resources Institute.

### Seit 2021
Im Frühjahr 2021 gründete Koch gemeinsam mit drei Partnern die Venture-Capital-Gesellschaft Zintinus (inspiriert durch das lateinische „cintinuus“ – auf Deutsch nachhaltig). Der Investmentfonds fördert Start-ups aus der Nahrungsmittelbranche mit Kapital aber auch mit Netzwerken und Expertise. Im Oktober 2021 wurde Koch außerdem auf der Hauptversammlung der Daimler AG (heute: Mercedes-Benz Group AG) in den Aufsichtsrat des Unternehmens gewählt. Seit dem 1. Februar 2025 ist Koch Verwaltungsratsvorsitzender der Hubert Burda Media.

### Wissenswertes
Olaf Koch ist verheiratet und hat drei Kinder.

## Veröffentlichungen
- Windows 2000 planen. Markt+Technik Verlag, Haar bei München, 1999, ISBN 978-3-8272-5352-1.
- Windows NT 4 Kompendium. Markt+Technik Verlag, Haar bei München, 1997, ISBN 978-3-8272-5304-0.
- Microsoft Exchange Server 5.5. Kompendium. Markt+Technik Verlag, Haar bei München, 1998, ISBN 978-3-8272-5426-9.
- Windows NT 4. AIG, 1997, ISBN 978-3-8272-5233-3.
- Das offizielle Handbuch ABC Flowcharter. TLC The Learning Companie, 1996, ISBN 978-3-89362-376-1.
- Mit Frank Zielke: Workflow Management. Prozessorientiertes Arbeiten mit der Unternehmens-DV. Markt+Technik Verlag, Haar bei München, 1996, ISBN 978-3-87791-767-1.
- Mit Martin Kuppinger: Lotus Notes – Grundlagen und Fallbeispiele. Workgroup Computing in Unternehmen und Markt. Markt+Technik Verlag, Haar bei München, 1995, ISBN 978-3-87791-629-2.
- Novell NetWare 4.1: Leitfaden für die Praxis. tewi Verlag, München, 1995, ISBN 3-89362-261-6.